# Андерсен, Нильс Сиггорд
Нильс Си́ггорд А́ндерсен (дат. Niels Siggaard Andersen, известен и как Нильс Си́ггорд, норв. Niels Siggaard; род. 10 июня 1966, Гентофте, Копенгаген) — датский и норвежский кёрлингист.
В основном играет на позиции второго.
В составе мужских сборных Дании, а затем Норвегии участник и призёр чемпионатов мира и чемпионатов Европы. Двукратный чемпион Дании среди мужчин. Пятикратный чемпион Дании среди смешанных команд.

## Достижения
- Чемпионат мира по кёрлингу среди мужчин: серебро (2002), бронза (2003).
- Чемпионат Европы по кёрлингу: бронза (2004).
- Чемпионат Дании по кёрлингу среди мужчин: золото (1984, 1991).
- Чемпионат Дании по кёрлингу среди смешанных команд: золото (1989, 1990, 1992, 1994, 2010)[5][6].
- Чемпионат мира по кёрлингу среди ветеранов: бронза (2019).

## Команды
| Сезон                                          | Четвёртый     | Третий                         | Второй                                  | Первый                    | Запасной                                       | Турниры                      |
| ---------------------------------------------- | ------------- | ------------------------------ | --------------------------------------- | ------------------------- | ---------------------------------------------- | ---------------------------- |
| Дания                                          |               |                                |                                         |                           |                                                |                              |
| 1983—84                                        | Кристиан Туне | Нильс Сиггорд                  | Michael Petersen (ЧДМ) Йенс Мёллер (ЧМ) | Торстен Сённергор         |                                                | ЧДМ 1984 · ЧМ 1984 (9 место) |
| 1988—89                                        | Кристиан Туне | Нильс Сиггорд                  | Ole Lehmann de Neergard                 | Finn Nielsen              |                                                | ЧЕ 1988 (6 место)            |
| 1989—90                                        | Франтс Гуфлер | Кристиан Туне                  | Нильс Сиггорд                           | Finn Nielsen              |                                                | ЧЕ 1989 (10 место)           |
| 1990—91                                        | Кристиан Туне | Нильс Сиггорд                  | Хенрик Якобсен                          | Лассе Лаурсен             | Андерс Сёдерблом (ЧМ)                          | ЧДМ 1991 · ЧМ 1991 (8 место) |
| 2016—17                                        | Ульрик Шмидт  | Микаэль Квист                  | Нильс Сиггорд Андерсен                  | Кристиан Туне Якобсен     | тренер: Лиза Ричардсон                         | ЧМВ 2017 (5 место)           |
| 2017—18                                        | Ульрик Шмидт  | Микаэль Квист                  | Нильс Сиггорд Андерсен                  | Кристиан Туне Якобсен     | Пер Свенсен тренер: Лиза Ричардсон             | ЧМВ 2018 (5 место)           |
| 2018—19                                        | Ульрик Шмидт  | Микаэль Квист                  | Нильс Сиггорд Андерсен                  | Keld Henriksen            | Пер Свенсен                                    | ЧМВ 2019                     |
| 2023—24                                        | Микаэль Квист | Нильс Сиггорд Андерсен         | Кристиан Туне Якобсен                   | Henrik Lander             | тренеры: Габриэлла Квист, Heidi Lander         | ЧМВ 2024 (13 место)          |
| Кёрлинг среди смешанных команд (mixed curling) |               |                                |                                         |                           |                                                |                              |
| 1989                                           | Кристиан Туне | Marie-Louise Siggaard Andersen | Нильс Сиггорд Андерсен                  | Kinnie Leth Steensen      |                                                | ЧДСК 1989                    |
| 1990                                           | Кристиан Туне | Marie-Louise Siggaard Andersen | Нильс Сиггорд Андерсен                  | Majbritt Reinholdt-Gufler |                                                | ЧДСК 1990                    |
| 1992                                           | Ульрик Шмидт  | Дорте Хольм                    | Нильс Сиггорд Андерсен                  | Лиза Ричардсон            |                                                | ЧДСК 1992                    |
| 1994                                           | Ульрик Шмидт  | Дорте Хольм                    | Нильс Сиггорд Андерсен                  | Лиза Ричардсон            |                                                | ЧДСК 1994                    |
| 2009—10                                        | Микаэль Квист | Mona Sylvest Nielsen           | Нильс Сиггорд Андерсен                  | Трине Квист               |                                                | ЧДСК 2010                    |
| 2010—11                                        | Микаэль Квист | Mona Sylvest Nielsen           | Нильс Сиггорд Андерсен                  | Трине Квист               |                                                | ЧДСК 2011                    |
| 2011—12                                        | Микаэль Квист | Mona Sylvest Nielsen           | Нильс Сиггорд Андерсен                  | Трине Квист               |                                                | ЧЕСК 2011 (4 место)          |
|                                                |               |                                |                                         |                           |                                                |                              |
| Норвегия                                       |               |                                |                                         |                           |                                                |                              |
| 2001—02                                        | Пол Трульсен  | Ларс Вогберг                   | Флемминг Давангер                       | Бент Онунн Рамсфьелл      | Нильс Сиггорд Андерсен тренер: Оле Ингвальдсен | ЧМ 2002                      |
| 2002—03                                        | Пол Трульсен  | Ларс Вогберг                   | Флемминг Давангер                       | Бент Онунн Рамсфьелл      | Нильс Сиггорд Андерсен тренер: Оле Ингвальдсен | ЧМ 2003                      |
| 2004—05                                        | Пол Трульсен  | Ларс Вогберг                   | Флемминг Давангер                       | Бент Онунн Рамсфьелл      | Нильс Сиггорд Андерсен тренер: Оле Ингвальдсен | ЧЕ 2004 · ЧМ 2005 (4 место)  |

(скипы выделены полужирным шрифтом)